# Rimko Haanstra
Rimko Haanstra (Haarlem, 16 oktober 1948) is een Nederlandse filmregisseur, een zoon van Bert Haanstra en broer van Jurre Haanstra.

## Biografie
Tijdens de fotografie-opleiding aan de Academie St. Joost in Breda   maakte hij samen met Bruno Schoonbrood de korte animatiefilm “Black and White” (1969), die door Jacques Tati werd gekocht en wereldwijd als voorfilm bij diens speelfilm Trafic werd gedraaid.
Na de Nederlandse Filmacademie in Amsterdam was Haanstra editor van documentaires en speelfilms, waaronder De Illusionist en De Wisselwachter (Jos Stelling, 1983, 1986) en de bioscoopversies van de televisieseries Mijn Vader woont in Rio en Het Zakmes (Ben Sombogaart, 1989, 1991).
Ook regisseerde hij korte films, waaronder “Duizend Zielen” (1976) en “Het Visioen” (1987).
Rimko Haanstra werd bij een groter publiek bekend als regisseur van de televisieseries De Brug (KRO, 1990), “De Man met de Hoed” (VPRO-jeugd, 1993) en Wij Alexander (KRO, 1998).
Van 1990-1992 was hij regisseur van de "Ko de Boswachter Show". Verder leidde hij de televisieregistratie van een aantal voorstellingen van Freek de Jonge: “Het Laatste Oordeel” (2001), “Parlando” (2002) en “De Vergrijzing” (2004). 
Tevens produceerde hij de DVD-box “Bert Haanstra Compleet” (2007).
Een van Haanstra’s favoriete thema’s is de voetbalclub Ajax, waar hij een aantal documentaires maakte: “Van Straat tot Stadion” (1984), “Dromen van Ajax” (ook: “Voorland”, 1995), “De Goede Beul” (2000) over clubicoon Bobby Haarms en “De Sneijder-tapes” over Wesley Sneijder in de Ajax-jeugdopleiding (samen met Kees Jongkind, 2012).

## Filmografie
- 2012	De Sneijder-tapes
- 2010	Giro d’Italia
- 2008	Springtime in Amsterdam
- 2002	Het Gaatje
- 2000	De Goede Beul
- 1998	Wij Alexander
- 1995	Luif
- 1995	Dromen van Ajax
- 1993	De Man met de Hoed
- 1990	De Brug
- 1987	Het Visioen
- 1984	Van Straat tot Stadion
- 1983	Een Voorzet op Maat
- 1976	Duizend Zielen
- 1973	De Zelfontspanner
- 1972	Park
- 1969	Black and White